# Haakon VII de Noruega
Haakon VII de Noruega (Palau de Charlottenlund 1872 – Oslo 1957). Primer rei de Noruega després de la dissolució de la Unió Reial que l'unia a través de la monarquia amb Suècia.

## Naixement i família
Nascut el 3 d'agost de 1872 al Palau de Charlottenlund, residència dels prínceps hereus de Dinamarca. Fill del príncep hereu i després rei Frederic VIII de Dinamarca i de la princesa Lluïsa de Suècia, era net per via paterna del rei Cristià IX de Dinamarca i de la princesa Lluïsa de Hessen-Kassel mentre que per via materna ho era del rei Carles XV de Suècia i de la princesa Lluïsa dels Països Baixos. Va ser batejat amb el nom de Carles, nom que canvià pel de Haakon arran del seu accés al tron de Noruega l'any 1906.

## Casament i descendència
L'any 1896 es casà amb la seva cosina en primer grau, la princesa Maud del Regne Unit. Maud era filla del príncep i després rei Eduard VII del Regne Unit i de la princesa Alexandra de Dinamarca i tenien els reis de Dinamarca com a avis comuns. La parella va tenir un únic fill:
- SM el rei Olaf V de Noruega nat a Londres el 1903 i mort a Oslo el 1991. Es casà amb la princesa Marta de Suècia.

## Un príncep de Dinamarca i un rei de Noruega
Nascut al Palau de Charlottenlund com a príncep Carles de Dinamarca, pertanyia a la casa reial d'Oldenburg i a la branca menor dels Schleswig-Holstein-Sondenburg-Glücksburg. Els Oldenburg regnaven a Dinamarca des de 1448 i entre els anys (1536 i 1814) havien regnat sobre la unió que formaven Dinamarca i Noruega. Malgrat tot, a través de la seva mare, una princesa de Suècia, Carles recollia els drets que els reis suecs havien exercit sobre Noruega durant el gairebé un segle que regnaren sobre el país nòrdic.
L'any 1905 el Parlament d'Oslo decidí dissoldre la unió reial instituïda el 1814 per la qual el regne de Noruega romania unit, a través de la monarquia, amb el regne de Suècia. La dissolució d'aquesta unió plantejà la possibilitat d'instituir una república per regir el país. Malgrat tot, previ referèndum en què la monarquia obtingué el 79% dels sufragis, la monarquia fou instaurada al país.
L'elecció del príncep Carles de Dinamarca fou acceptada pel príncep després de l'aprovació que en feu el seu avi el rei Cristià IX de Dinamarca. La coronació va tenir lloc a la catedral de Trondheim al centre del país el dia 22 de juny de 1906.

## Segona Guerra Mundial i mort
L'any 1940 el país fou envaït per les tropes alemanyes per tal de garantir el subministrament del ferro suec que durant els mesos d'hivern es realitzava a través dels ports noruecs, ja que els ports bàltics es trobaven amb el mar glaçat.
El rei decidí abdicar per tal de no oferir la rendició del país als nacionalsocialistes i que fos el govern qui prengués la decisió. Un cop recuperat el tron partí a l'exili i es refugià a Londres convertint-se en un símbol de la resistència noruega a l'enemic nacionalsocialista. Haakon residí a Rotherhithe, una residència cultural i religiosa dels països nòrdics a Londres. L'anagrama H7 es convertí en un símbol de resistència emprat pels noruecs durant els cinc anys d'ocupació alemanya. Aquest anagrama era brodat a les joies o a qualsevol peça de roba. El 7 de juny de 1945, després de la guerra tornà a Noruega i de nou exercí de cap d'estat. L'any 1955, amb vuitanta-tres anys, caigué al bany de la seva residència i es trencà un os de la cama la qual cosa l'obligà a anar amb cadira de rodes. La seva paràlisi el feu caure en una depressió i cada vegada més el seu fill ocupà la seva posició en la vida pública del país. L'any 1957 el rei moria i el seu fill esdevenia el nou rei de Noruega.